# I figli del capitano Grant (film 1936)
I figli del capitano Grant (Дети капитана Гранта) è un film del 1936 diretto da Vladimir Vajnštok.

## Trama
Nel ventre di uno squalo arpionato ed issato a bordo del veliero "Duncan", dello scozzese Lord Glenarvan, viene ritrovata una bottiglia, e, all'interno di essa, un messaggio di richiesta di aiuto, peraltro difficilmente decifrabile: si capisce solo che il noto capitano Tom Grant ha fatto naufragio, con la sua nave, in una località situata al 37º grado di latitudine sud, la cui longitudine tuttavia è ampiamente sconosciuta. Non ricevendo l'appoggio desiderato da parte del governo centrale britannico, nella persona del Primo lord dell'ammiragliato (anche perché Grant è un indipendentista scozzese), Glenarvan, accompagnato dai figli di Grant – Robert, un ragazzo nella sua prima adolescenza, e Mary, sua sorella, più grande - decide di finanziare in prima persona la spedizione per la ricerca del suo connazionale, partendo dalle coste scozzesi.
Era nota l'intenzione di Grant di mettersi alla ricerca di una terra relativamente vergine ove fondare un nuovo libero stato scozzese, così come altrettanto nota era la destinazione di questa ricerca: l'America del Sud. Il "Duncan" approda quindi sulle coste cilene, sul 37º parallelo. Imbarcato per errore sul "Duncan" era Jacques Paganel, segretario della Société de Géographie parigina, e membro delle più importanti istituzioni geografiche e scientifiche d'Europa. Sua è l'idea di attraversare a piedi la cordigliera andina, nel tentativo di ritrovare tracce di Grant, mentre il vascello, dopo un ulteriore doppiaggio di Capo Horn, avrebbe aspettato la spedizione montana sulla costa atlantica dell'America meridionale. Costa alla quale la spedizione terrestre arriva solo dopo aver sopportato prove quali eruzioni vulcaniche, incendi, inondazioni e alligatori, e godendo dell'aiuto e della protezione del nativo araucano Talgav.
Ricongiuntasi la spedizione col veliero, nuovi indizi spingono il "Duncan" a muoversi verso l'Australia, sempre lungo il 37º parallelo: un'ulteriore traversata a dorso di cavalli e accompagnata da buoi attraverso l'entroterra si verifica. Qui la spedizione affronta rapide difficilmente guadabili, una epidemia animale d'origine sospetta, e un pericoloso fuorilegge evaso (tale Ben Joyce, che in realtà era il quartiermastro Tom Ayrton, della spedizione di Grant). Sorgono nuovi equivoci ed avversità e un ulteriore naufragio si verifica prima che l'equipaggio del "Duncan" riesca a rintracciare il capitano Grant su un'isoletta nelle vicinanze della Nuova Zelanda.
Dopo il felice ricongiungimento, il capitano Grant fa affidamento sui propri figli, dei quali ha avuto modo di verificare il coraggio e la dedizione, per l'ulteriore ricerca di un'esotica patria per l'esiliata Scozia.